# Julia Meier
Julia Meier (* 1. Februar 1985) ist eine ehemalige deutsche Fußballspielerin.

## Karriere
Meier gehörte als Mittelfeldspielerin während der Saison 2002/03 dem FC Bayern München von März bis Juni an und bestritt zwei Bundesligaspiele. Ihr erstes fand am 11. Mai im Städtischen Stadion an der Dantestraße statt. In dem mit 2:3 gegen den SC 07 Bad Neuenahr verlorenen Spiel wurde sie in der 68. Minute für Claudia Kierner eingewechselt. Auch in ihrem zweiten Bundesligaspiel an gleicher Stätte, beim 3:2-Sieg über den FSV Frankfurt, wurde sie in der 74. Minute für Katja Wittfoth eingewechselt.